# Costa Rica en los Juegos Olímpicos de Lake Placid 1980
Costa Rica estuvo representada en los Juegos Olímpicos de Lake Placid 1980 por un deportista masculino que compitió en esquí alpino.
El portador de la bandera en la ceremonia de apertura fue el esquiador alpino Arturo Kinch. El equipo olímpico costarricense  no obtuvo ninguna medalla en estos Juegos.